# Capella
Capella – miasto w Australii, w stanie Queensland.